# Staňkovice (powiat Litomierzyce)
Staňkovice – miejscowość i gmina (obec) w Czechach, w kraju usteckim, w powiecie Litomierzyce. W 2022 roku liczyła 32 mieszkańców.